# Renato Mazzucco
Renato Mazzucco (Sassuolo, 10 febbraio 1891 – Roma, 26 aprile 1981) è stato un generale e aviatore italiano, veterano della prima guerra mondiale, dove partecipò alla battaglia di Gorizia, alla battaglia di Caporetto, alla battaglia del solstizio e alla battaglia di Vittorio Veneto. Fu comandante della 38ª Squadriglia, della 81ª Squadriglia caccia, della 91ª Squadriglia caccia, del VI Gruppo aeroplani, dell'Aeronautica dell'Africa Orientale Italiana, dell'Aeronautica della Sicilia, e della 3ª Squadra aerea. Fu insignito della Croce di Cavaliere e quella di Ufficiale dell'Ordine militare di Savoia, di una Medaglia d'argento e tre di bronzo al valor militare.

## Biografia
Nacque a Sassuolo (provincia di Modena) il 10 febbraio 1891. Nel 1909 si iscrisse alla Facoltà di giurisprudenza dell'università di Torino. Arruolatosi nel Regio Esercito, all'atto dell'entrata in guerra del Regno d'Italia, avvenuta il 24 maggio 1915, partì per il fronte in forza al 30º Reggimento bersaglieri. Appassionatosi al mondo dell'aviazione, chiese, ed ottenne, il trasferimento al Servizio Aeronautico, conseguendo il brevetto di pilota presso il campo d'aviazione di San Giusto (Pisa) nel corso del 1916. Il 16 dicembre dello stesso anno, con il grado di capitano, assunse il comando della 38ª Squadriglia a Torino, equipaggiata con i ricognitori Savoia-Pomilio SP.2, con cui raggiunse la zona di operazioni il 30 gennaio 1917 raggiungendo il campo d'aviazione di Campoformido. Dopo l'esito negativo della battaglia di Caporetto e l'inizio del passaggio ai nuovi SIA 7b, il 15 novembre lasciò il comando al capitano osservatore Leonardo Rizzani. Il 25 marzo 1918 assunse il comando della 81ª Squadriglia caccia, equipaggiata con gli Hanriot HD.1, che mantenne fino al termine delle ostilità. Nel primo dopoguerra assunse il comando della 91ª Squadriglia caccia "Francesco Baracca", nel 1921 prese parte al Circuito aereo di Brescia e nel 1922 e 1923 vinse la seconda e la terza edizione della Coppa Baracca, di cui fu il definitivo detentore. Il 16 ottobre 1923 lasciò definitivamente l'arma di fanteria, entrando nei ruoli della Regia Aeronautica. Successivamente comandò il VI Gruppo aeroplani e la Scuola Caccia. Nel 1927 partecipò alla Gara internazionale per velivoli da caccia tenutasi a Zurigo, in Svizzera, volando sul un Fiat C.R.20. 
Il 16 maggio 1929 fu promosso colonnello e nell'ottobre 1932 fu assegnato alla Direzione generale dei materiali e degli aeroporti. Nel novembre 1934 entrò in servizio presso lo Stato maggiore della Regia Aeronautica e, promosso generale di brigata aerea, a partire dal 15 gennaio 1936 comandò la 2ª Brigata aerea da caccia formata dal 2º Stormo e 3º Stormo Caccia Terrestre, di stanza sull'aeroporto di Torino-Mirafiori.
Tra il 19 febbraio e il 5 maggio 1937 fu comandante interinale dell'Aeronautica dell'Africa Orientale Italiana e poi ne divenne Capo di stato maggiore (11 aprile 1938-1939). Al termine del ciclo in A.O.I. fu decorato con la Croce di Cavaliere dell'Ordine militare di Savoia. Divenuto generale di divisione aerea, all'entrata nella seconda guerra mondiale del Regno d'Italia, avvenuta il 10 giugno 1940, assunse il comando dell'Aeronautica della Sicilia, che mantenne fino al 14 dicembre 1941. Promosso generale di squadra aerea e decorato con la Croce di Ufficiale dell'Ordine militare di Savoia, tra il 5 ottobre del 1942 e l'8 agosto 1943 fu comandante della 3ª Squadra aerea. Dopo l’8 settembre scelse di non aderire alla Repubblica di Salò e visse un periodo in clandestinità. Nel 1946 fu candidato alle elezioni dell'Assemblea Costituente nelle file della lista del Fronte dell'Uomo Qualunque.

### Fonti
1. 1 2 3 4 5 6 7 8 9  Mancini 1936, p. 432.
2. 1 2 3  Ufficio Storico dell'Aeronautica Militare 1969, p. 132.
3. ↑  Università di Torino.
4. ↑   Bollettino ufficiale delle nomine, promozioni e destinazioni negli ufficiali e sottufficiali del R. esercito italiano e nel personale dell'amministrazione militare, 1924,  p. 33. URL consultato il 15 maggio 2020.
5. 1 2 3 4  Generals.
6. ↑  Aero Club Torino.
7. ↑   Bollettino ufficiale delle nomine, promozioni e destinazioni negli ufficiali e sottufficiali del R. esercito italiano e nel personale dell'amministrazione militare, 1939,  p. 924. URL consultato il 15 maggio 2020.
8. ↑   Conti, Pignedoli 2024
9. ↑  Supplemento ordinario alla Gazzetta Ufficiale n.116 del 20 maggio 1946, pag.4.
10. 1 2  Sito web del Quirinale: dettaglio decorato.
11. ↑  Gazzetta Ufficiale del Regno d'Italia n.225 del 26 settembre 1935, pag.4721.